# Heinz-Christian Strache
Heinz-Christian Strache (ur. 12 czerwca 1969 w Wiedniu) – austriacki polityk, poseł do Rady Narodowej, w latach 2005–2019 przewodniczący Wolnościowej Partii Austrii (FPÖ), od 2017 do 2019 wicekanclerz, od 2018 jednocześnie minister służby cywilnej i sportu.

## Życiorys
Z wykształcenia jest technikiem dentystycznym, pracował w zawodzie w latach 1993–2000. Jak określił na swojej stronie internetowej, w politykę zaangażował się, gdyż wychował się „w czerwonym Wiedniu”. Rozpoczął działalność w Wolnościowej Partii Austrii. W latach 1991–1996 zasiadał w radzie dzielnicy Landstraße w Wiedniu, następnie zaś w stołecznej radzie miasta i landtagu wiedeńskim (1996–2006). Od 1993 pełnił funkcję przewodniczącego struktur FPÖ w dzielnicy Landstraße. Trzy lata później zasiadł w zarządzie miejskim FPÖ. W latach 1997–1998 był przewodniczącym wiedeńskiej Ring Freiheitlicher Jugend, organizacji młodzieżowej swojego ugrupowania. W 2004 został przewodniczącym stołecznych struktur FPÖ. W tym samym roku wszedł w skład zarządu federalnego partii, zostając jego wiceprzewodniczącym (2004–2005). Przez krótki okres stał na czele klubu radnych w landtagu (2005–2006).
Jako działacz FPÖ był uważany za bliskiego współpracownika Jörga Haidera. Na początku 2005 sprzeciwił się jednak zajmowaniu funkcji przewodniczącego ugrupowania przez jego siostrę Ursulę Haubner. W rezultacie konfliktu Jörg Haider wystąpił z FPÖ, po czym w kwietniu 2005 założył własną partię BZÖ. 23 kwietnia 2005 Heinz-Christian Strache został wybrany na nowego przewodniczącego Wolnościowej Partii Austrii. W kolejnych latach uzyskiwał reelekcję na tę funkcję, stał się jednocześnie kandydatem partii na kanclerza lub wicekanclerza w wypadku wejścia FPÖ do rządu.
W latach 2006, 2008, 2013 i 2017 był wybierany w skład Rady Narodowej XXIII, XXIV, XXV i XXVI kadencji. W austriackim parlamencie objął funkcję przewodniczącego frakcji poselskiej FPÖ.
Po wyborach z 2017 jego ugrupowanie podjęło rozmowy koalicyjne ze zwycięską Austriacką Partią Ludową (ÖVP). W połowie grudnia ogłoszono zawarcie porozumienia i przedstawiono skład przyszłego gabinetu, w ramach którego liderowi wolnościowców przypadła funkcja wicekanclerza oraz ministra służby cywilnej i sportu. Urzędowanie na stanowisku wicekanclerza rozpoczął 18 grudnia 2017, gdy rząd Sebastiana Kurza został zaprzysiężony przez prezydenta Alexandra Van der Bellena. Obowiązki ministra objął 8 stycznia 2018.
17 maja 2019 dziennik „Süddeutsche Zeitung” i tygodnik „Der Spiegel” opublikowały nagrania ze spotkania lidera FPÖ m.in. z kobietą podającą się za krewną wpływowego rosyjskiego oligarchy. Do kontaktu tego miało dojść w lipcu 2017 na Ibizie, na kilka miesięcy przed planowanymi wyborami. W trakcie spotkania Heinz-Christian Strache miał oferować jej pomoc w uzyskaniu państwowych kontraktów w zamian za wsparcie jego partii przez austriacki tabloid, w który kobieta miała zainwestować. Poruszono także temat istnienia stowarzyszenia powołanego do przyjmowania dotacji na rzecz FPÖ z obejściem obowiązujących przepisów. Zapoczątkowało to tzw. aferę z Ibizy. 18 maja kanclerz Sebastian Kurz zapowiedział odejście lidera FPÖ z rządu. Tego samego dnia Heinz-Christian Strache złożył dymisję ze stanowisk rządowych oraz z funkcji przewodniczącego Wolnościowej Partii Austrii. Ostatecznie odwołany z urzędów wicekanclerza i ministra został 22 maja. Kilka dni później w wyborach europejskich dzięki głosom preferencyjnym uzyskał mandat europosła, jednak zrezygnował z jego objęcia. W październiku 2019 ogłosił wycofanie się z działalności politycznej i zawieszenie członkostwa w partii. W grudniu tegoż roku został wykluczony z FPÖ.

## Życie prywatne
Rozwiedziony z Danielą Plachuttą-Strache, z którą ma dwoje dzieci. Drugi związek małżeński zawarł z modelką Philippą Beck, z którą ma syna.

## Odznaczenia
- Wielka Złota Odznaka Honorowa z Gwiazdą za Zasługi dla Republiki Austrii (2017)[15]